# 비트나미
비트나미(Bitnami)는 가상 어플라이언스 및 웹 애플리케이션, 개발 스택용 소프트웨어 패키지 및 설치 라이브러리이다. 비트나미는 Daniel Lopez Ridruejo가 스페인 세비야에 설립한 비트락의 후원을 받고 있다. 비트나미 스택은 리눅스, 마이크로소프트 윈도우, macOS, 솔라리스에 소프트웨어를 설치하기 위해 사용된다.

## 기술 개요
비트나미 스택은 워드프레스, 드루팔, 줌라, 미디어위키, eXo 플랫폼 등의 대중적인 웹 애플리케이션들을 위해 사용이 가능하다.

## 소프트웨어 목록
- Alfresco
- 아파치 롤러
- CMS 메이드 심플
- Concrete5
- 코퍼마인 포토 갤러리
- 디아스포라
- 디스코스
- 장고
- 도쿠위키
- 드루팔
- eXo 플랫폼
- eZ 퍼블리시
- 고스트 (블로그 플랫폼)[3]
- Gitlab
- 줌라
- Liferay
- Limesurvey
- Magento
- MAMP
- 맨티스 버그 트래커
- 미디어위키
- 무들
- OpenERP (현재의 Odoo)
- PhpBB
- Piwik
- Pootle
- 레드마인
- 샵웨어
- 실버스트라이프
- 서브버전
- SugarCRM
- Trac
- TYPO3
- Weblate
- 워드프레스

## 같이 보기
- 라이브 CD

## 참고 문헌
- Sharma, Mayank (2008년 1월 23일). “BitNami serves ready-to-roll CMS stacks”. Linux.com. 2008년 7월 6일에 원본 문서에서 보존된 문서. 2008년 7월 12일에 확인함.
- Conroy, John (2007년 10월 25일). “BitNami serves ready-to-roll CMS stacks”. CMSWire. 2008년 7월 12일에 확인함.
- Jacob (2007년 9월 27일). “Get it done with BitNami Stacks”. FOSSwire. 2008년 5월 13일에 원본 문서에서 보존된 문서. 2008년 7월 12일에 확인함.
- Yegulalp,Serdar (2008년 3월 24일). “Bite-Sized Server Apps With BitNami”. Information Week. 2008년 8월 21일에 원본 문서에서 보존된 문서. 2008년 7월 12일에 확인함.